# Mont Conero
Le mont Conero (Monte Conero) est un promontoire de l'Italie, situé dans les Marches au sud de la ville d'Ancône sur la mer Adriatique.
Le nom Conero vient du grec κόμαρος (l'arbousier, très commun dans la région). Le Conero a une altitude de 572 m. C'est le seul relief côtier sur la mer Adriatique entre Trieste et le Gargano (massif dans la région des Pouilles).
Depuis 1987, il fait partie de la zone écologique protégée du parc naturel régional du Conero. La zone comporte plusieurs sites archéologiques.
La faune est très variée : blaireaux, martres, belettes, crapauds, faucons pèlerins et martinets. La flore comprend : chênes, hêtres, pins d'Alep, cyprès communs et beaucoup d'autres espèces.